# Faktorei

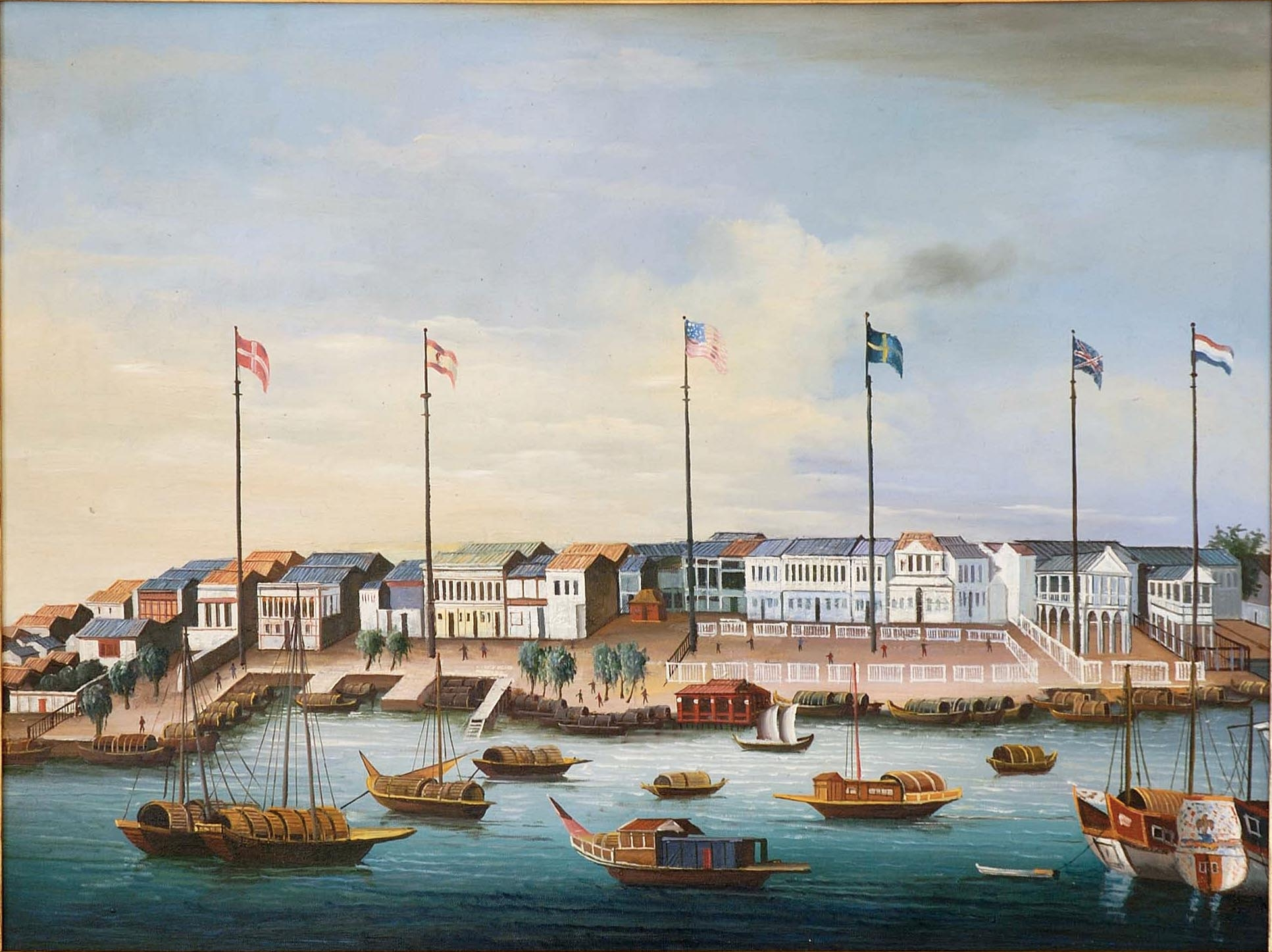
Die Dreizehn Faktoreien von Kanton (Gemälde von 1820) mit den Flaggen von Dänemark, Spanien, USA, Schweden, Großbritannien und den Niederlanden.

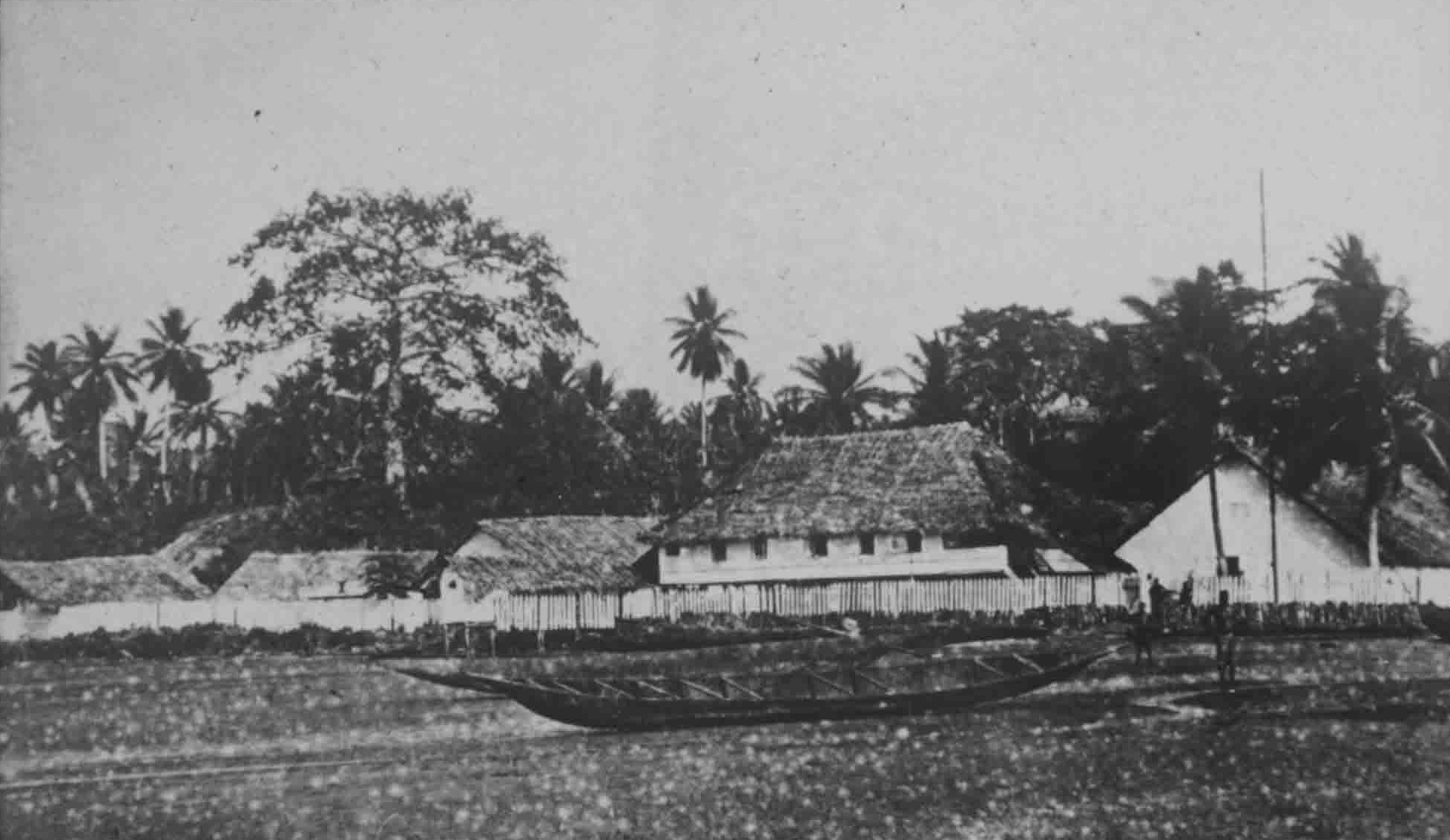
Alte Woermann-Faktorei in Kamerun

Eine Faktorei (französisch factorerie oder factorie, englisch factory, spanisch factoría, portugiesisch feitoria, italienisch fattoria, niederländisch factorij) war im Mittelalter und in der Frühen Neuzeit die Niederlassung eines Handelshauses oder einer Handelskompanie in anderen Handelszentren (der Begriff hat also keine Überschneidung mit „Faktur“ oder „Fakturierung“).

## Aufgaben des Faktoristen
Der Leiter einer Faktorei, Faktor oder Faktorist genannt, war als Vertreter seines Prinzipals (Geschäftsherrn) oder der jeweiligen Handelskompanie Ansprechpartner in allen Angelegenheiten, gab Berichte und Informationen an den Hauptsitz weiter und war für die Warenlogistik (fachgerechte Lagerung und/oder Weitertransport) verantwortlich. Da Informationen aus dem Stammhaus erst Tage oder Wochen nach der Ware ankamen, war dies in mittelalterlichen Handelshäusern wie denen der Fugger und Welser eine absolute Vertrauensstellung.

## Bedeutung der Faktoreien und ihre Verbreitung
Faktoreien wurden besonders in Asien, Afrika und Amerika gegründet und sorgten für den Warenaustausch zwischen europäischen Handelsgesellschaften und der einheimischen Bevölkerung. Dazu verfügten sie meist über große Lager für ein- und auszuführende Waren.
Ähnliche Niederlassungen besaß schon im 13. und 15. Jahrhundert die Hanse in den Ost- und Nordseeländern; der Ausdruck Faktorei wurde aber erst im 16. Jahrhundert gebräuchlich. Die Hanse unterhielt Faktoreien unter anderem in England (Boston, King’s Lynn), Norwegen (Tønsberg) und Finnland (Åbo).
Im 19. Jahrhundert kamen Faktoreien nur noch in Afrika, im südlichen Teil Asiens, in Ostindien, in Kanton (China, bis 1842), in Nagasaki (Japan, von 1609 bis 1858 durch die niederländische Faktorei) und im Norden Amerikas (zum Beispiel die Faktoreien der Hudson’s Bay Company mit militärischer Ausrüstung und Forts) vor. Aus solchen von mächtigen Handelsgesellschaften angelegten Faktoreien, die sich allmählich über größere Gebiete ausdehnten, sind mehrfach Kolonien entstanden.
Im Bereich des Bergbaus gab es auch Bergfaktoreien.